# Hrabstwo Breckinridge
Breckinridge – hrabstwo w stanie Kentucky w USA. Siedzibą hrabstwa jest Hardinsburg.
Hrabstwo Breckinridge zostało ustanowione w 1799 roku.

## Miasta
- Cloverport
- Hardinsburg
- Irvington